# Гернвил (Калифорнија)
Гернвил (Калифорнија) (енгл. Guerneville) насељено је место без административног статуса у америчкој савезној држави Калифорнија.

## Демографија
По попису из 2010. године број становника је 4.534, што је 2.093 (85,7%) становника више него 2000. године.
| Група             | 2000.         | 2010.         |
| Белци             | 1.958 (80,2%) | 3.665 (80,8%) |
| Афроамериканци    | 17 (0,7%)     | 31 (0,7%)     |
| Азијати           | 15 (0,6%)     | 47 (1,0%)     |
| Хиспаноамериканци | 355 (14,5%)   | 553 (12,2%)   |
| Укупно            | 2.441         | 4.534         |